# 毛足陆方蟹
毛足陆方蟹（学名：Geograpsus crinipes）为方蟹科陆方蟹属的动物。分布于日本、夏威夷、萨摩亚群岛、玻利尼西亚、伊里安岛、尼科巴群岛、印度、拉克代夫、红海、非洲东岸以及中国大陆的西沙群岛等地，生活环境为海水，多穴居于沿岸带的林区以及为陆生性。